# Impatiens sodenii
Impatiens sodenii är en balsaminväxtart som beskrevs av Adolf Engler och Warb. Impatiens sodenii ingår i släktet balsaminer, och familjen balsaminväxter. Inga underarter finns listade i Catalogue of Life.

## Bildgalleri

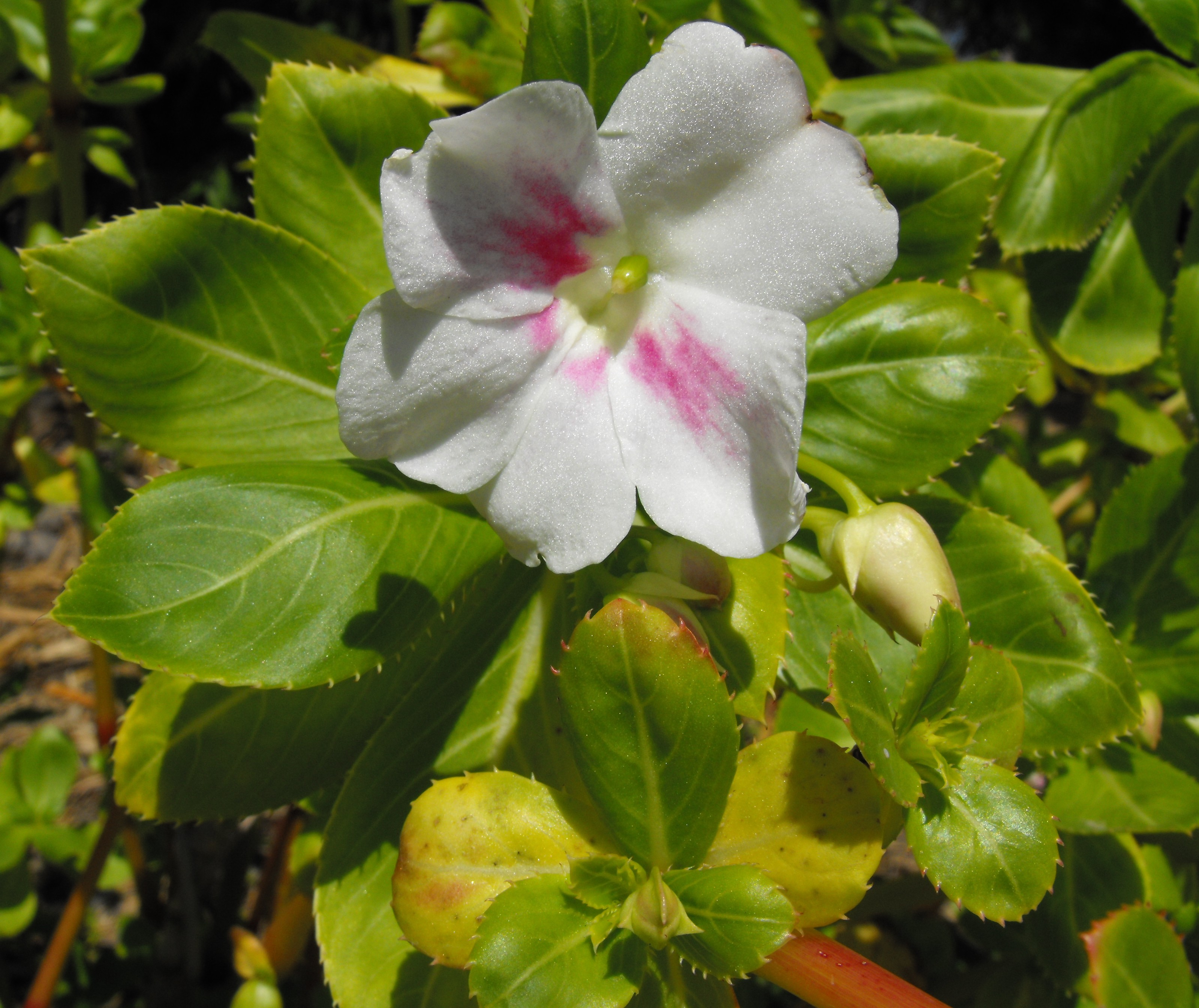
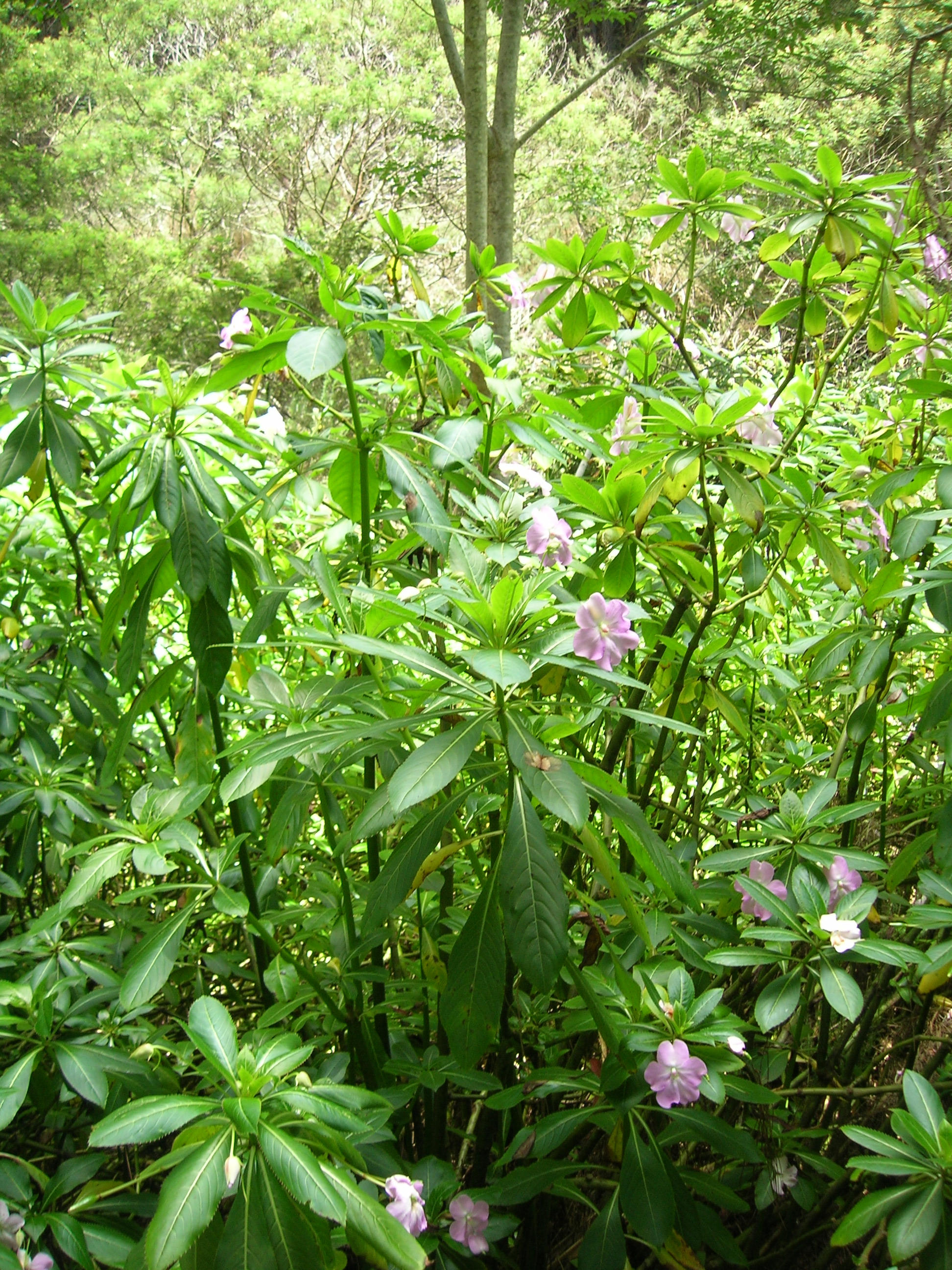
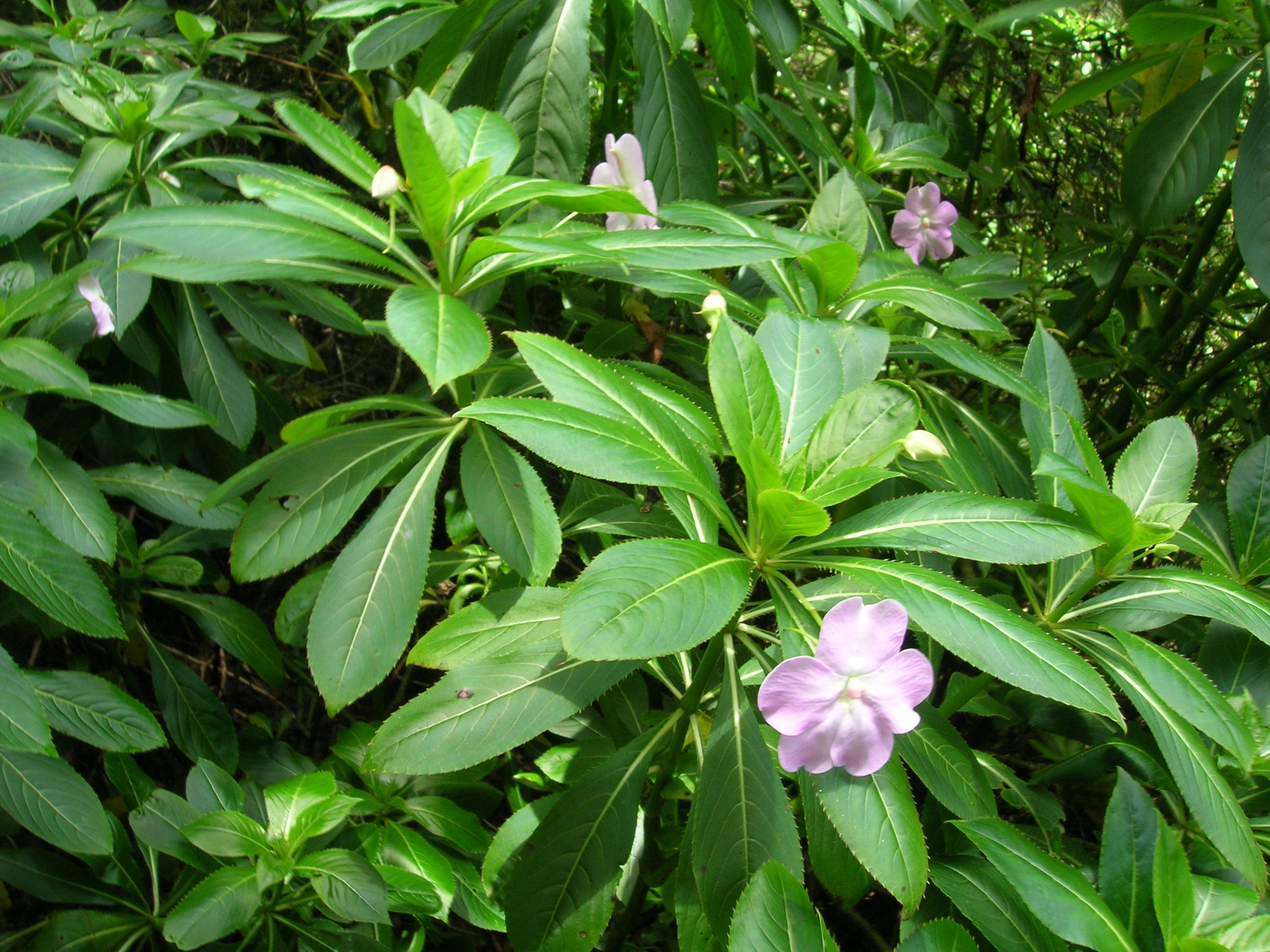
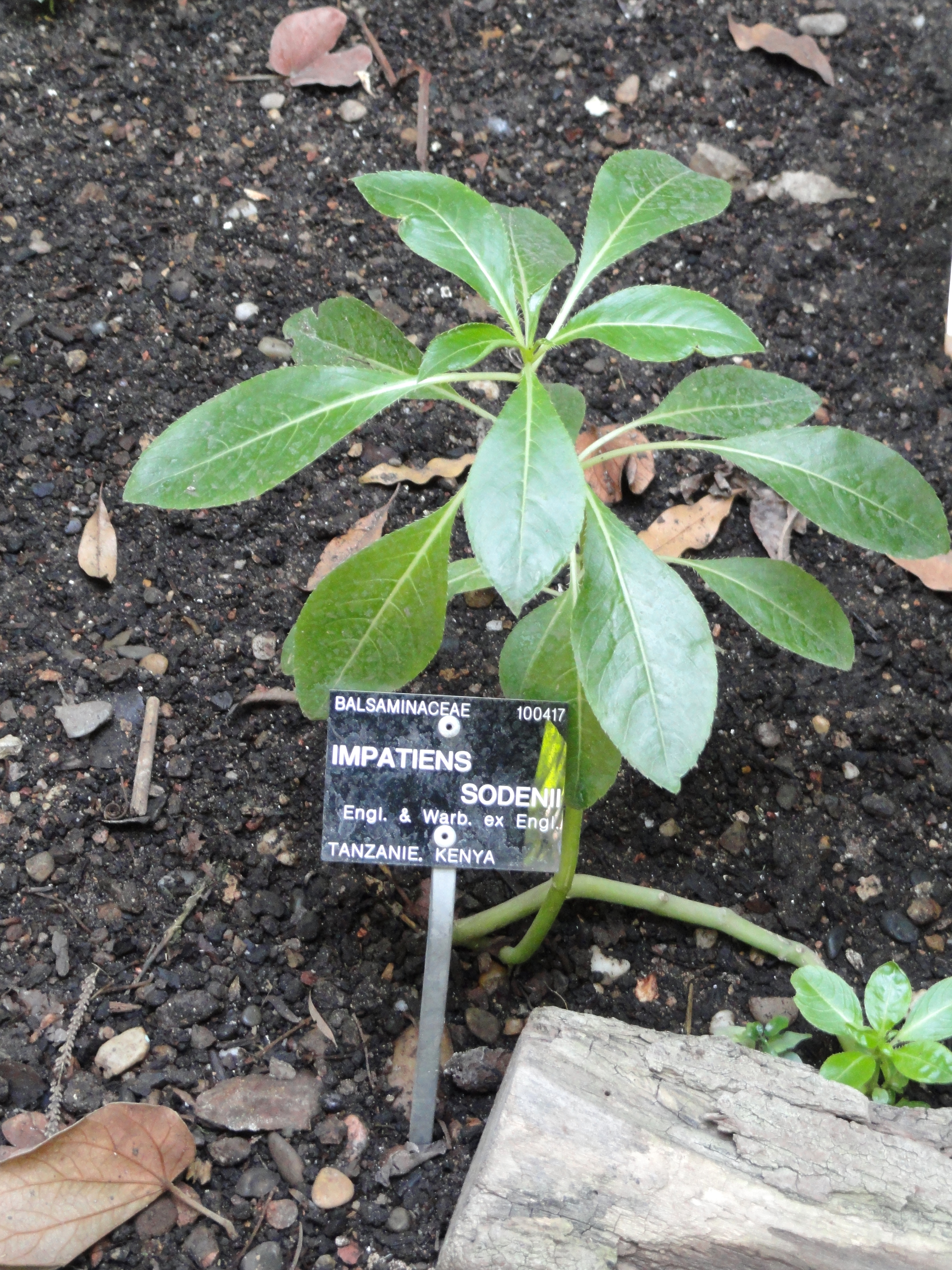
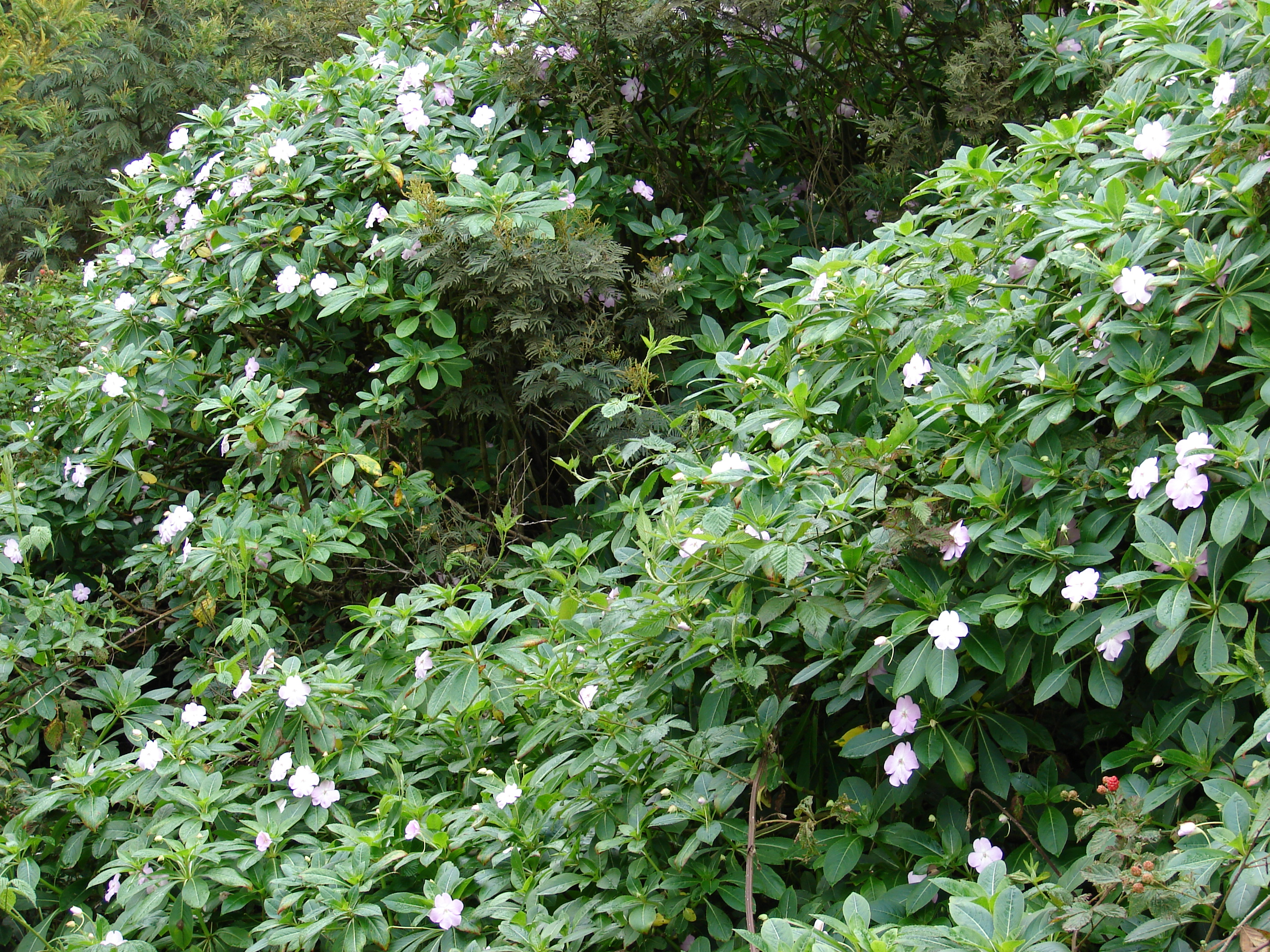
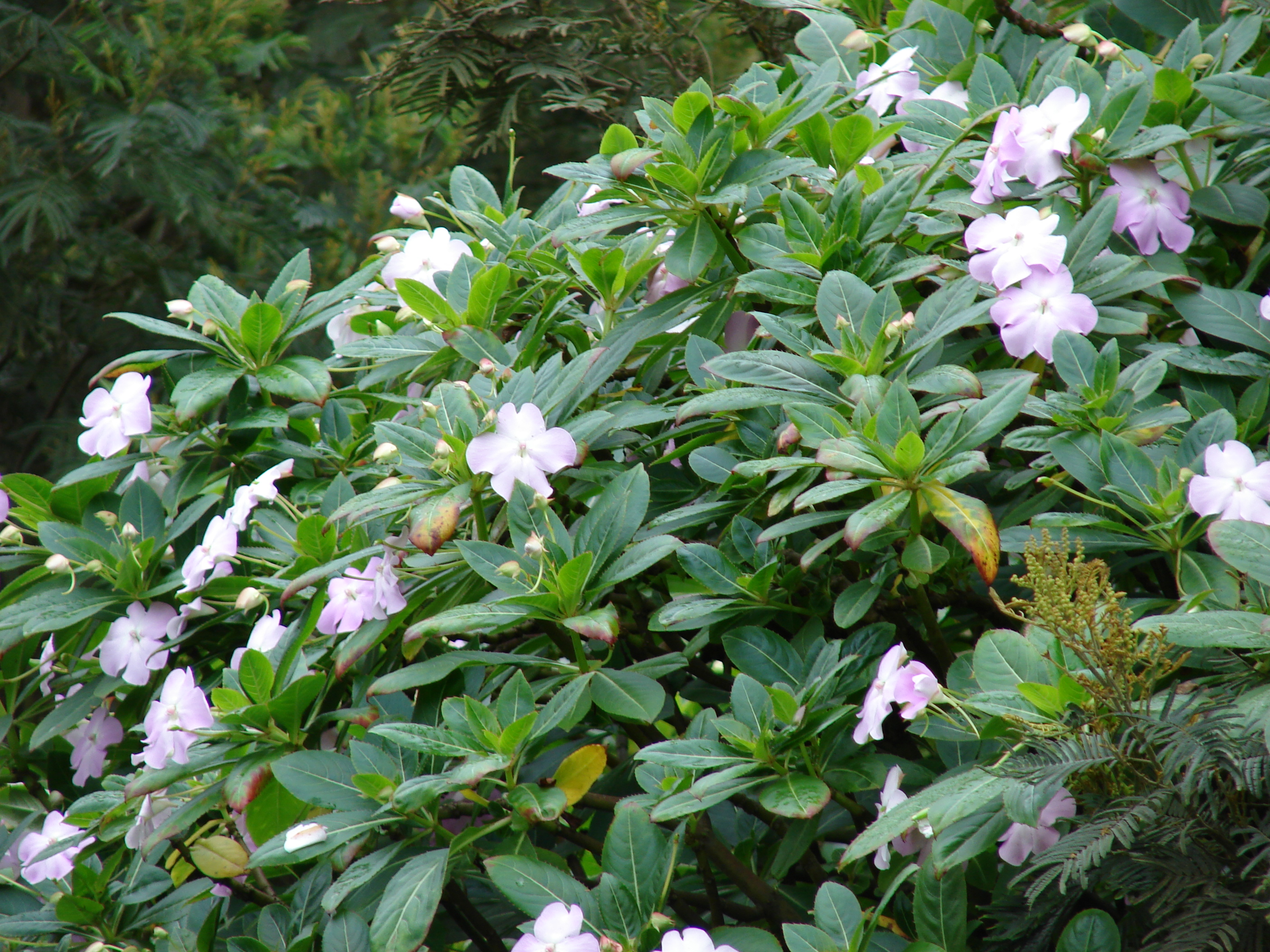